# Haeckeliania longituba
Haeckeliania longituba är en stekelart som beskrevs av Lin 1994. Haeckeliania longituba ingår i släktet Haeckeliania och familjen hårstrimsteklar. Inga underarter finns listade i Catalogue of Life.